# کوستا د نوبیلی
کوستا د نوبیلی (به ایتالیایی: Costa de' Nobili) یک کومونه در ایتالیا است که در استان پاویا واقع شده‌است.

## خصوصیات
کوستا د نوبیلی ۱۱٫۶ کیلومترمربع مساحت و ۳۷۸ نفر جمعیت دارد و ۶۶ متر بالاتر از سطح دریا واقع شده‌است.